# Alois Kott
Alois Kott (* 30. November 1950 in Oberhausen) ist ein deutscher Kontrabassist und Komponist. Er ist ein Protagonist des Fusion Jazz und Acid Jazz, der auch akustischen, kammermusikalischen Ambitionen nachgeht.

## Leben und Wirken
Kott hatte als Kind klassischen Gitarrenunterricht, spielte als Jugendlicher in Rockbands, wechselte mit 18 Jahren zum Kontrabass und studierte an der Folkwang Hochschule in Essen 1970 bis 1980 Kontrabass (bei Rolf Heister), elektronische Komposition (bei Dirk Reith), und Gitarre (Gräf) und absolvierte 1977 einen internationalen Meisterkurs für Violoncello bei Janos Starker. Ab 1970 war er Mitglied im Contact Trio mit Michael Jüllich und Theo Jörgensmann, mit dem er schon seit 1969 spielte. Das Trio veröffentlichte in dieser Besetzung ein Album und trat u. a. als „Newcomer“ beim Deutschen Jazzfestival 1972 in Frankfurt auf. 1973 schied Jörgensmann aus dieser Gruppe aus. An seine Stelle trat der Gitarrist Evert Brettschneider. Dieses Trio spielte beim Jazzfest Berlin und wurde 1981 vom Goethe-Institut auf eine 3½-monatige Lateinamerika-Tour geschickt. Kott hatte seit den 1980er Jahren die Gruppen Jungle Pilots (mit Evert Brettschneider und dem Perkussionisten Peter Eisold, mit denen er auch im Contact Trio spielte, sowie dem Saxophonisten Matthias Schubert) und Bluebox (mit Eisold und dem Trompeter Reiner Winterschladen), die sich nach einer längeren Pause ab 2004 unter dem Gruppennamen nuBox neuformierten (zeitweise mit DJ Illvibe). Mit diesen Gruppen trat er u. a. auf den Jazzfestivals von Montreux und Berlin auf und tourte bis Südostasien (1988) und Australien (im Rahmen des Goethe-Instituts mit den Jungle Pilots beim Jazzfestival Sydney 1993). 1996 gründete Kott das Trio Greenfish mit dem Gitarristen Lars Petzold und dem Schlagzeuger Holger Zehrt. Seit den 1990er Jahren widmet sich Kott auch intensiv der Kammermusik. Er komponiert Klaviertrios und schrieb für sein Kammermusik-Ensemble Ensemble Indigo (mit Winterschladen, und einem Streichquartett). Im Herbst 2005 wurde in Co-Autorenschaft mit Peter Eisold das Gross-Opus „Limbic System Files“ als Auftragskomposition für die Hr-Bigband mit nuBox featuring DJ Illvibe beim Deutschen Jazzfestival in Frankfurt uraufgeführt. Eine Studioproduktion dieses Werks ist 2008 bei Enja erschienen.
Kott unterrichtet u. a. an der Musik- und Kunstschule Velbert.

## Diskographie
- Contact Trio: Contact (Eigenproduktion, 1972)
- Contact Trio: Double Face (CALIG, 1975)
- Contact Trio: New Marks (ECM/JAPO, 1978)
- Contact Trio: Musik (ECM/Japo, 1981)
- Blue Box: Sweet Machine (Enja, 1985) (Deutscher Schallplattenpreis)
- Blue Box: Stambul Boogie (Enja, 1986)
- Blue Box: Captured Dancefloor (Enja, 1989)
- Jungle Pilots: Nearmiss (Enemy, 1991)
- Blue Box: Time We Sign (Enja, 1992)
- Blue Box: Ten (Enja, 1994)
- Jungle Pilots: Downunder (veraBra, 1994)
- Greenfish: Perfume Light - Singing Blue (Enja, 1998)
- Ensemble Indigo: Reflection (Enja-Nova, 2000)
- nuBox: Sonic Screen (19_Enja, 2004)
- nuBox: Next Twist (19_Enja, 2007)
- nuBox, DJ Illvibe, Ed Partyka und hr-Bigband: Limbic System Files (19_Enja, 2008)